# Ельничная (Свердловская область)
Ельничная — посёлок в Алапаевском районе Свердловской области России, входящий в муниципальное образование Алапаевское. Входит в состав Ельничного сельского совета.
В посёлке находится одноимённая станция Алапаевской узкоколейной железной дороги.

## География
Посёлок расположен в истоке реки Ельничная в 30 километрах на северо-восток от города Алапаевск. 27 октября 2015 года состоялось открытие автодороги, соединяющий посёлок с региональной трассой Верхняя Синячиха-Махнёво-Болотовское.
Часовой пояс
Ельничная, как и вся Свердловская область, находится в часовой зоне МСК+2. Смещение применяемого времени относительно UTC составляет +5:00.

## Население
| 2002 | 2010 |
| ---- | ---- |
| 441  | ↘292 |

Структура
По данным переписи 2002 года национальный состав следующий: русские — 99 %. По данным переписи 2010 года в селе было: мужчин — 127, женщин — 165.